# Kleinbaai
Kleinbaai è una località costiera sudafricana situata nella municipalità distrettuale di Overberg nella provincia del Capo Occidentale.

## Geografia fisica
Il piccolo centro abitato, a carattere prevalentemente residenziale e vacanziero, è affaciato sull'oceano Indiano a circa 6 chilometri dalla cittadina di Gansbaai.